# ستيفن دوغاتي (سياسي)
ستيفن دوغاتي (بالإنجليزية: Stephen Doughty)‏ هو سياسي بريطاني، ولد في 15 أبريل 1980 في كارديف في المملكة المتحدة. حزبياً، نشط في Labour and Co-operative Party ‏ وحزب العمال. في 2012 Cardiff South and Penarth by-election ‏، انتخب عضو برلمان المملكة المتحدة الـ55 عن دائرة كارديف الجنوبية وبينارث وقد انضم خلال فترته النيابية ‏ (16 نوفمبر 2012 – 30 مارس 2015) للكتلة البرلمانية حزب العمال وفي الانتخابات العامة في المملكة المتحدة 2015، انتخب عضو برلمان المملكة المتحدة الـ56 عن دائرة كارديف الجنوبية وبينارث وقد انضم خلال فترته النيابية ‏ (8 مايو 2015 – 3 مايو 2017) للكتلة البرلمانية Labour and Co-operative Party ‏ وفي الانتخابات التشريعية البريطانية 2017، انتخب عضو برلمان المملكة المتحدة الـ57 عن دائرة كارديف الجنوبية وبينارث وقد انضم خلال فترته النيابية ‏ (8 يونيو 2017 – ) للكتلة البرلمانية Labour and Co-operative Party ‏.